# Hjälmspett
Hjälmspett (Meiglyptes tukki) är en fågel i familjen hackspettar inom ordningen hackspettartade fåglar.

## Utseende och läte
Hjälmspetten är en rätt liten (21 cm) mörkbrun hackspett. Olikt sina närmaste släktingar saknar den en tofs på huvudet, vilket får huvudet att se något längre ut. Karakteristiskt är ljus vingbandning och ett smutsvitt streck nerför nacken. Bland lätena hörs en skallrande drill som börjar svagt och avslutar starkt. Även korta "wick!" och "kwee" kan höras.

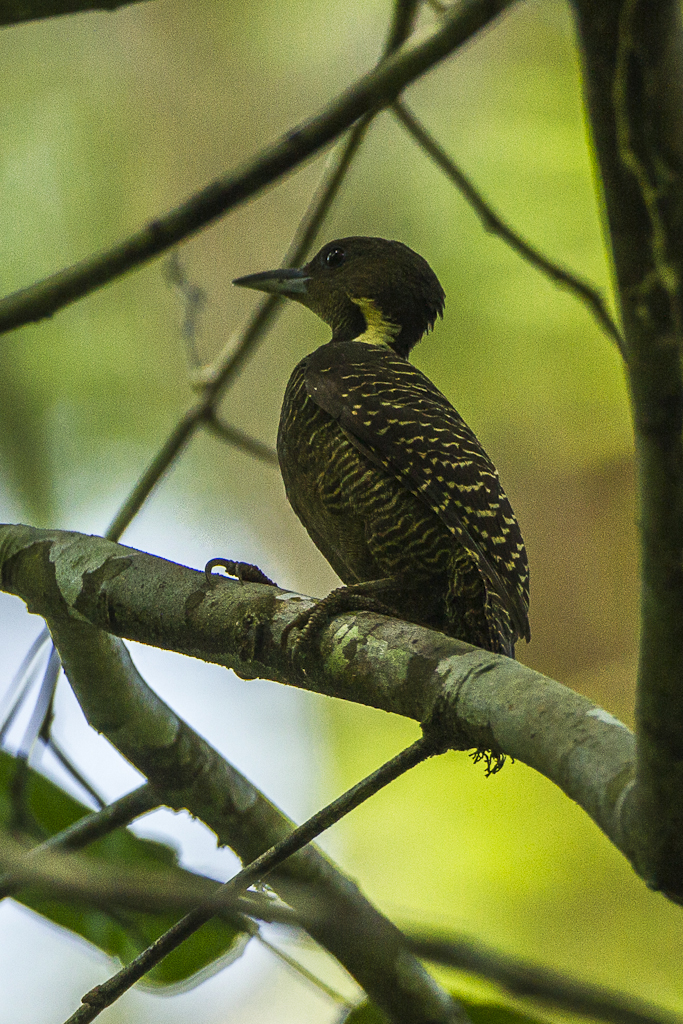

## Utbredning och systematik
Hjälmspetten förekommer i Sydostasien. Den delas in i fem underarter med följande utbredning:
- Meiglyptes tukki tukki – förekommer i södra Myanmar, Malackahalvön, Sumatra, norra Borneo och intilliggande öar
- Meiglyptes tukki percnerpes – södra Borneo
- Meiglyptes tukki batu – Batuöarna (utanför västra Sumatra)
- Meiglyptes tukki pulonis – Banggiön (utanför norra Borneo)
- Meiglyptes tukki infuscatus – Nias (utanför nordvästra Sumatra)

## Levnadssätt
Hjälmspetten hittas i både ursprunglig och uppväxande skog i lågland och lägre bergstrakter. Där kan den ofta ses lågt i vegetationen, pickande på myr- och termitbon, fallna trädstammar och i hängande växtlighet. Fågeln uppträder ofta i artblandade flockar och familjegrupper.

## Status och hot
Arten har ett stort utbredningsområde, men tros minska i antal, dock inte tillräckligt kraftigt för att den ska betraktas som hotad. Internationella naturvårdsunionen IUCN listar arten som nära hotad (LC).

## Namn
Hjälmspettens vetenskapliga namn tukki kommer av Tukik, ett lokalt namn på Sumatra för en hackspett.